# 가스통 도를레앙 공작
오를레앙 공 가스통(Gaston d'Orléans, 1608년 4월 24일 ~ 1660년 2월 2일)은 프랑스 부르봉 왕가의 왕족으로, 앙리 4세와 마리 드 메디시스의 아들이다. 루이 13세, 프랑스의 이사벨, 크리스틴 마리의 동생이며 앙리에트 마리의 오빠이기도 하다. 1626년 오를레앙 공작 및 블루아 백작, 샤르트르 백작이 되었다.
어머니 마리와 손잡고 리슐리외 추기경과 대적하지만 실패하고 플랑드르로 도망친 끝에 형 루이 13세와 화해하고 프랑스로 귀국했다. 이후에도 여러 번에 걸쳐 리슐리외에 대한 음모를 꾸몄다가 발각되었다. 루이 13세가 죽고 루이 14세가 즉위한 뒤에는 프롱드의 난과 관련해 마자랭 추기경과 갈등을 겪어 자신의 영지인 블루아에서 여생을 보냈다.

## 자녀
1626년 부르봉 왕가 출신 몽팡시에 공작 앙리 드 부르봉의 딸 몽팡시에 여공작 마리 드 부르봉과 낭트에서 결혼하지만 그녀는 이듬해 딸 안을 낳고 요절했다.
- 안 마리 루이즈 도를레앙(1627~1693)

1632년 로렌의 마르그리트와 낭시에서 결혼하여 1남 4녀를 두었다.
- 마르그리트 루이즈(1645~1721) 토스카나 대공비
- 엘리자베트 마르그리트(1646~1696) 기즈 공작 부인
- 프랑수아즈 마들렌(1648~1664) 사보이아 공작 부인
- 장 가스통(1650~1652)
- 마리 안(1652~1695)